# José Arturo Rivas
José Arturo „Palmera” Rivas Mortera (ur. 18 października 1984 w Coatzacoalcos) – meksykański piłkarz występujący na pozycji środkowego lub lewego obrońcy, reprezentant Meksyku.

## Kariera klubowa
Rivas pochodzi z miasta Coatzacoalcos w stanie Veracruz i jest wychowankiem tamtejszego klubu Delfines de Coatzacoalcos. W wieku osiemnastu lat wyjechał do Monterrey, zostając graczem tamtejszego klubu Tigres UANL. Pierwszy mecz rozegrał w nim w styczniu 2004 z Américą (1:1) w rozgrywkach kwalifikacyjnych do Copa Libertadores – InterLidze. Bezpośrednio po tym został jednak wypożyczony na pół roku do drugoligowego CD Zacatepec. Po powrocie do Tigres, za kadencji szkoleniowca Nery'ego Pumpido zadebiutował meksykańskiej Primera División, 14 listopada 2004 w przegranym 1:2 spotkaniu z Santosem Laguna. Przez pierwszy rok pełnił jednak rolę rezerwowego, po czym wskutek kontuzji Omara Briceño wywalczył sobie miejsce w wyjściowym składzie. Premierowego gola w pierwszej lidze strzelił 6 sierpnia 2005 w wygranej 3:1 konfrontacji z Dorados, jednak pod koniec roku doznał poważnej kontuzji, wskutek której musiał pauzować przez kilka miesięcy.
W styczniu 2006 Rivas ponownie triumfował z Tigres w rozgrywkach InterLigi, jednak sam był regularnie trapiony kontuzjami, wobec czego nie był w stanie podjąć rywalizacji o miejsce w składzie. Podstawowym zawodnikiem ekipy był przez rok – podczas kadencji trenerów Manuela Lapuente, a potem José Pekermana, po czym został ponownie relegowany do funkcji rezerwowego i w tej roli w 2009 roku wygrał rozgrywki SuperLigi. W jesiennym sezonie Apertura 2011 zdobył pierwsze w swojej karierze mistrzostwo Meksyku, lecz pozostawał wyłącznie rezerwowym dla duetu stoperów tworzonego przez Hugo Ayalę i Juninho. W wiosennym sezonie Clausura 2014 wywalczył natomiast z Tigres puchar Meksyku – Copa MX oraz zajął drugie miejsce w krajowym superpucharze – Supercopa MX. Podczas jesiennych rozgrywek Apertura 2014 osiągnął tytuł wicemistrza Meksyku.
Częstsze szanse na występy w wyjściowym składzie Rivas otrzymał dopiero wobec kontuzji Juninho, kiedy to wywalczył sobie pewną pozycję w pierwszej jedenastce i w tej roli w 2015 roku dotarł do finału najbardziej prestiżowych rozgrywek południowoamerykańskiego kontynentu – Copa Libertadores. W sezonie Apertura 2015 zdobył natomiast z Tigres swoje drugie mistrzostwo Meksyku, będąc czołowym obrońcą w lidze. W 2016 roku doszedł do finału najważniejszych rozgrywek Ameryki Północnej – Ligi Mistrzów CONCACAF i wtedy po raz ostatni regularnie pojawiał się na boiskach w barwach ekipy Ricardo Ferrettiego. Później stracił miejsce w składzie – na środku obrony był rezerwowym dla Hugo Ayali i Juninho, natomiast na lewej stronie defensywy przegrał rywalizację z innym pewniakiem – Jorge Torresem Nilo. W sezonie Apertura 2016 po raz trzeci zdobył mistrzostwo Meksyku, a także wywalczył bardziej prestiżowy z superpucharów – Campeón de Campeones. W sezonie Clausura 2017 zanotował wicemistrzostwo Meksyku i po raz drugi z rzędu doszedł do finału Ligi Mistrzów CONCACAF.
W lipcu 2017 Rivas został wypożyczony do niżej notowanego Tiburones Rojos de Veracruz, walczącego o utrzymanie w lidze.

## Kariera reprezentacyjna
W maju 2005 Rivas został powołany przez szkoleniowca René Isidoro Garcíę do olimpijskiej reprezentacji Meksyku U-23 na prestiżowy towarzyski Turniej w Tulonie. Tam jego kadra odpadła z rozgrywek po przegranym półfinale z Portugalią (0:1) i zajęła ostatecznie czwarte miejsce podczas tej imprezy.
Pierwsze powołanie do seniorskiej reprezentacji Meksyku Rivas otrzymał od Javiera Aguirre w kwietniu 2009 na zgrupowanie konsultacyjne, jednak nie zdołał wówczas w niej zadebiutować. Pierwszy mecz w kadrze narodowej rozegrał dopiero 10 października 2015 za kadencji tymczasowego selekcjonera Ricardo Ferrettiego – równocześnie swojego trenera z Tigres – w wygranym 3:2 spotkaniu z USA o barażowy Puchar CONCACAF.

## Statystyki kariery

### Klubowe
| UANL      | 2003–2004 | Meksyk | Liga MX    | 0   | 0 | 1  | 0 | —             | —  | — | 1   | 0  |
| Zacatepec | 2003–2004 | Meksyk | Ascenso MX | 14  | 1 | —  | — | —             | —  | — | 14  | 1  |
| UANL      | 2004–2005 | Meksyk | Liga MX    | 6   | 0 | —  | — | CL            | 4  | 0 | 10  | 0  |
| UANL      | 2005–2006 | Meksyk | Liga MX    | 20  | 1 | —  | — | —             | —  | — | 20  | 1  |
| UANL      | 2006–2007 | Meksyk | Liga MX    | 3   | 0 | —  | — | —             | —  | — | 3   | 0  |
| UANL      | 2007–2008 | Meksyk | Liga MX    | 14  | 2 | —  | — | —             | —  | — | 14  | 2  |
| UANL      | 2008–2009 | Meksyk | Liga MX    | 28  | 1 | 2  | 0 | —             | —  | — | 30  | 1  |
| UANL      | 2009–2010 | Meksyk | Liga MX    | 10  | 0 | —  | — | SL            | 1  | 0 | 11  | 0  |
| UANL      | 2010–2011 | Meksyk | Liga MX    | 5   | 0 | —  | — | —             | —  | — | 5   | 0  |
| UANL      | 2011–2012 | Meksyk | Liga MX    | 16  | 1 | —  | — | CL            | 2  | 0 | 18  | 1  |
| UANL      | 2012–2013 | Meksyk | Liga MX    | 17  | 0 | —  | — | LMC           | 3  | 1 | 20  | 1  |
| UANL      | 2013–2014 | Meksyk | Liga MX    | 11  | 0 | 12 | 1 | —             | —  | — | 23  | 1  |
| UANL      | 2014–2015 | Meksyk | Liga MX    | 26  | 1 | 5  | 1 | CL            | 11 | 1 | 42  | 3  |
| UANL      | 2015–2016 | Meksyk | Liga MX    | 29  | 2 | —  | — | LMC           | 5  | 1 | 34  | 3  |
| UANL      | 2016–2017 | Meksyk | Liga MX    | 5   | 0 | —  | — | LMC           | 4  | 0 | 9   | 0  |
| Veracruz  | 2017–2018 | Meksyk | Liga MX    | 26  | 0 | 1  | 0 | —             | —  | — | 27  | 0  |
| Veracruz  | 2018–2019 | Meksyk | Liga MX    | 13  | 0 | 1  | 0 | —             | —  | — | 14  | 0  |
| Ogółem    | Ogółem    | Ogółem | Ogółem     | 243 | 9 | 22 | 2 | CL + SL + LMC | 30 | 3 | 295 | 14 |

- CL – Copa Libertadores
- SL – SuperLiga
- LMC – Liga Mistrzów CONCACAF

### Reprezentacyjne
| Meksyk | Meksyk | 2015   | 1 | 0 | — | — | —  | — | — | 1 | 0 |
| Meksyk | Meksyk | 2016   | 1 | 0 | — | — | PC | 1 | 0 | 2 | 0 |
| Ogółem | Ogółem | Ogółem | 2 | 0 | — | — | PC | 1 | 0 | 3 | 0 |

- PC – Puchar CONCACAF